# Волочиська армійська група
Волочиська армійська група (рос. Волочиская армейская группа) — армійська група радянських військ, що діяла у складі Українського фронту за часів вторгнення в Польщу.

## Історія
16 вересня 1939 року, напередодні початку вторгнення СРСР до Польщі, в місті Волочиськ управління Вінницької армійської групи Київського особливого військового округу було перейменовано в управління Волочиської армійської групи Українського фронту з включенням до складу групи нових корпусів, бригад, полків та інших спеціальних частин. За визначеним планом вторгнення армійська група повинна була «завдати потужний і рішучий удар по польських військах і швидко наступати на Трембовлю, Тернопіль, Львів».
З 17 вересня армійська група брала участь у військовому поході з метою окупації Західної України. Частини Волочиської армійської групи вели бої за опанування Тернополя та Львову. 24 вересня Волочиська армійська група перейменована на Східну армійську групу. Війська продовжували виконувати визначені завдання.

## Волочиська армійська група
| Сформована                           | У складі          | Час існування        | Бойовий шлях битви, операції, бої | Бойовий шлях битви, операції, бої | Склад          | Подальша доля             | Командувачі   |
| Сформована                           | У складі          | Час існування        | Оборонні                          | Наступальні                       | Склад          | Подальша доля             | Командувачі   |
| ------------------------------------ | ----------------- | -------------------- | --------------------------------- | --------------------------------- | -------------- | ------------------------- | ------------- |
| шляхом перейменування Вінницької АГр | Український фронт | 16 — 24 вересня 1939 | Не брала участі                   | Польський похід                   | 17-й ск 2-й кк | перетворена на Східну АГр | Голиков П. І. |